# Exposición Internacional de Helsingborg (1955)
La Exposición Especializada de Helsinborg de 1955 fue regulada por la Oficina Internacional de Exposiciones y tuvo lugar del 10 de junio al 20 de agosto de dicho año en la ciudad sueca de Helsingborg. Esta exposición especializada tuvo como tema " el medio del hombre moderno" y recibió a expositores de 10 países. La candidatura de la muestra se presentó el 4 de noviembre de 1954.